# NetLogo
NetLogo是一個代理人基程式語言和整合開發環境。
NetLogo是一個透過GPL模式授權的自由及開放原始碼軟體，但也有商用版本。它以Scala和Java撰寫而成，並在Java虛擬機器上運行。它是西北大學教授尤里·威廉斯基（Uri Wilensky）以Logo語言編程設計而成，目的是創造一個「低門檻」的程式語言，用於描述個體為導向的程式設計概念，情境中包括「小海龜」、「瓦片」、「網絡鍵結」及「觀察者」。它的目標使用對象含括多種族群，尤其針對教育界對兒童的教學，以及沒有程式設計背景的各領域專家學者。迄今，已有許多科學研究發表採用NetLogo進行模擬分析。

## 外部連結
- 連接學習與以計算機為基礎之模擬中心（CCL）網站首頁（页面存档备份，存于） （英文）
  - NetLogo網站首頁（页面存档备份，存于） （英文）
  - NetLogo模型程式庫（页面存档备份，存于） （英文）